# Моршах
Моршах (нем. Morschach) — коммуна в Швейцарии, в кантоне Швиц. 
Входит в состав округа Швиц. Население составляет 938 человек (на 31 декабря 2007 года). Официальный код  —  1366.

## Фотографии

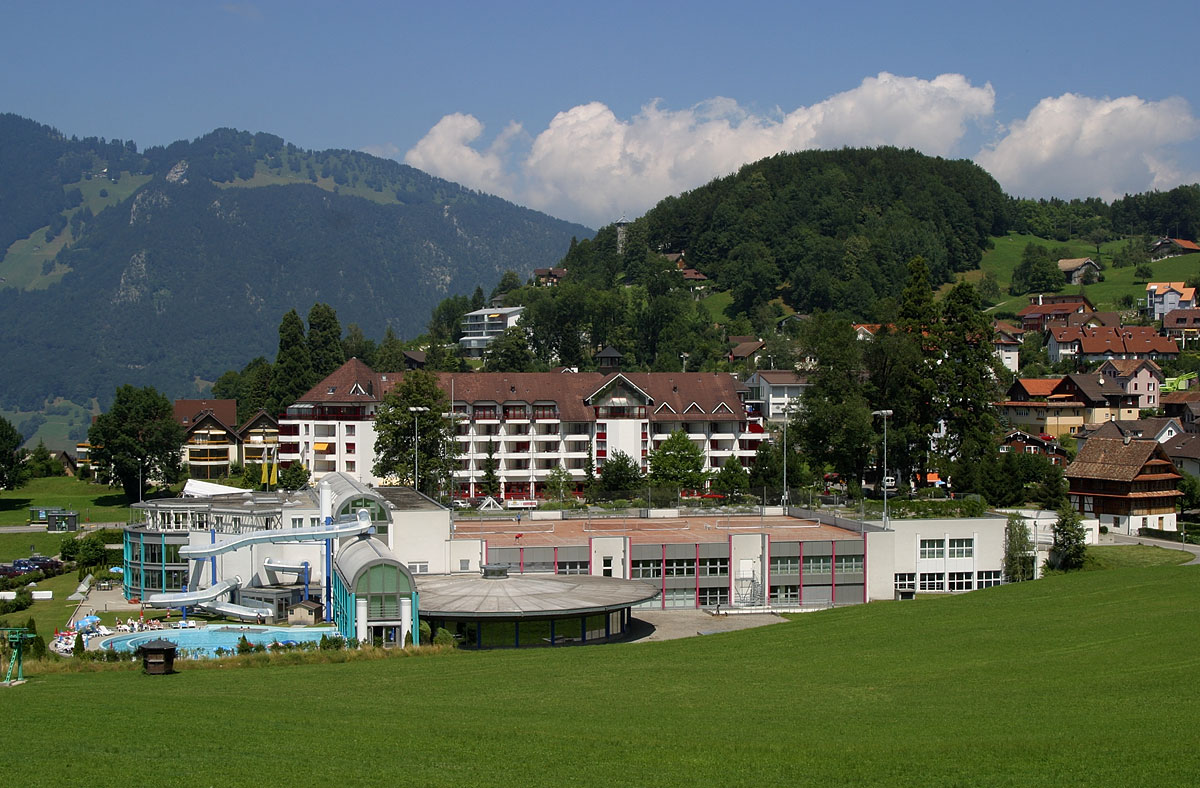
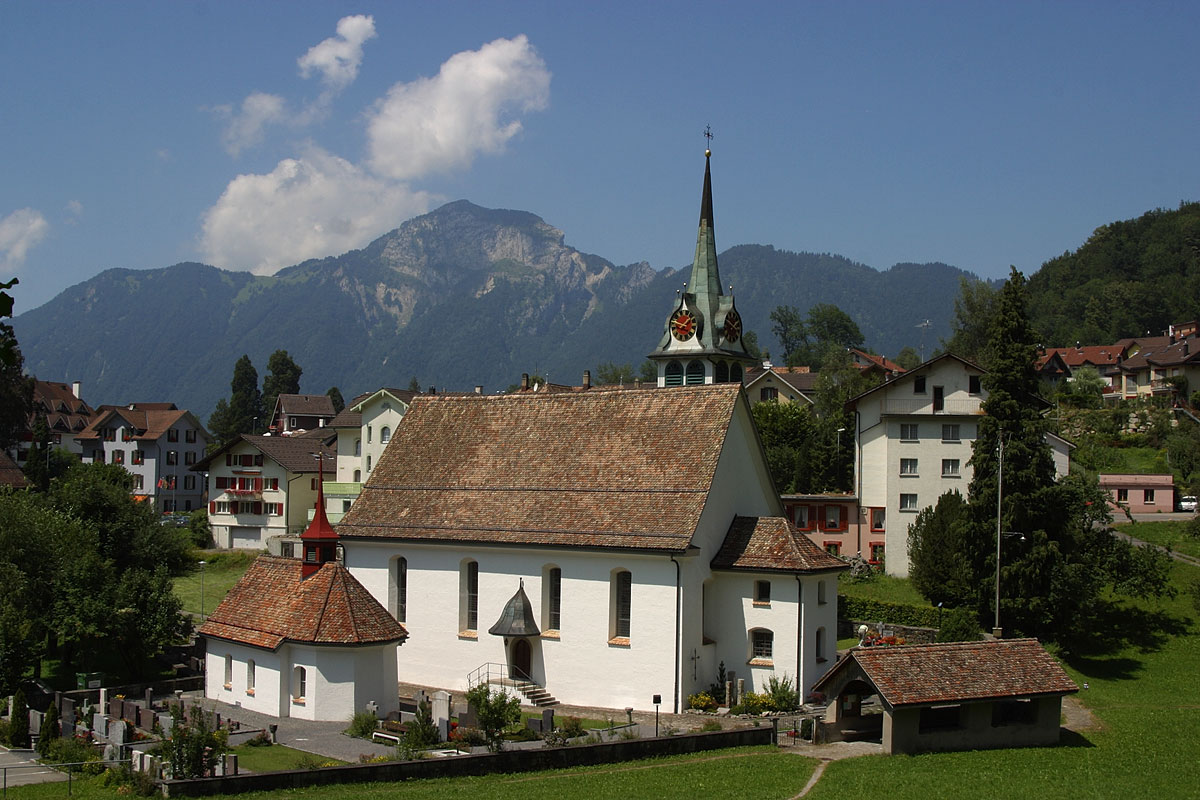
Церковь
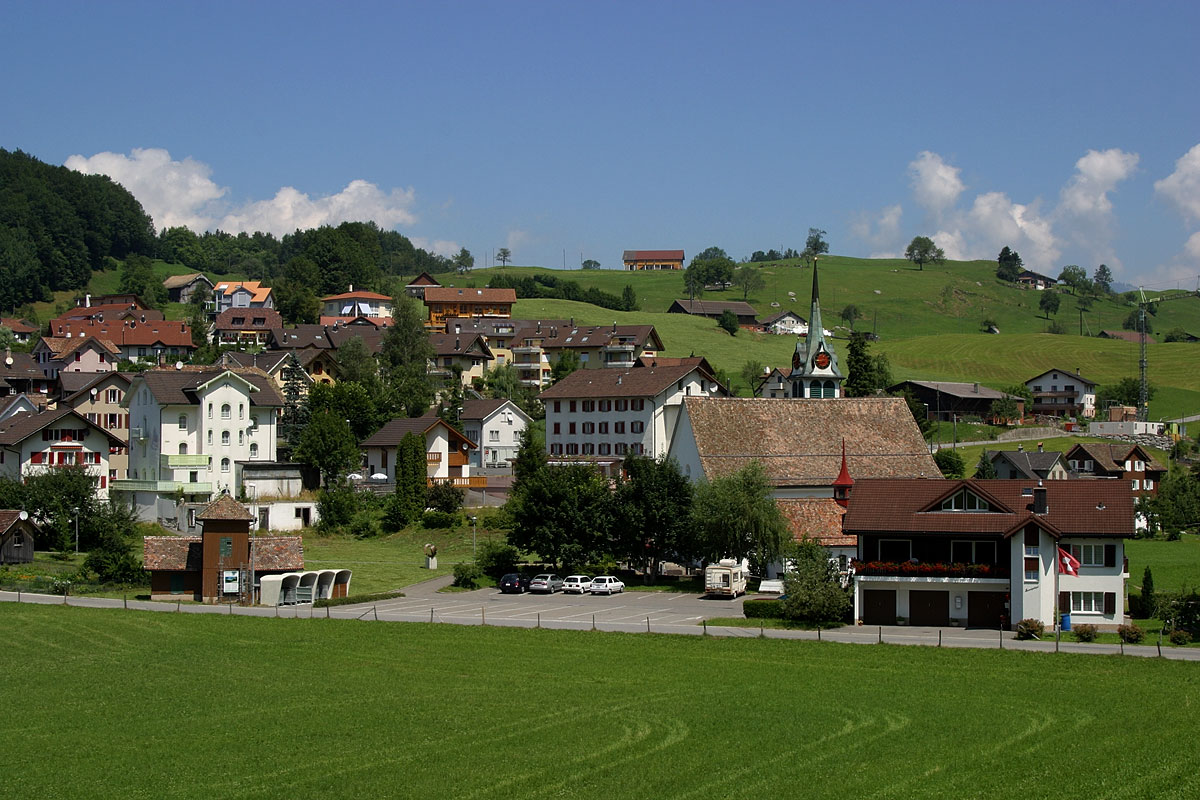